# تو بهترین چیز درباره منی
«تو بهترین چیز دربارهٔ منی» تک‌آهنگی از یوتو است که در ۶ سپتامبر ۲۰۱۷ منتشر شد و در چهاردهمین آلبوم استودیویی گروه ترانه‌های تجربه قرار داشت.
این تک‌آهنگ در چارت‌های، اسپانیا جزو ده ترانه اول قرار گرفت.